# 汤米·马西亚斯
汤米·马西亚斯（瑞典語：Tommy Macias，1993年1月20日—），瑞典男子柔道运动员，2019年欧洲运动会男子73公斤级金牌得主、2021年世界柔道锦标赛男子73公斤级银牌得主。